# Arnaud Mattern
Arnaud « FrenchKiss » Mattern, né le 20 septembre 1979 à Paris, est un joueur de poker et de backgammon professionnel français. Il est connu pour avoir remporté l'EPT de Prague en 2007, et réside à Londres depuis 2008. Arnaud Mattern est champion de France de backgammon, en titre depuis le 3 novembre 2024.

## Biographie
Avant de jouer au Poker, Arnaud jouait au backgammon, ayant pour mentor François Tardieu. Arnaud a été champion de France une première fois en 2006, et champion d'Europe en double consultation avec son ami Yomi Peretz en octobre 2004. Il a également été finaliste lors de la consolation des championnats du monde de backgammon à Monte Carlo, et champion de France en double consultation (puis vice-champion de France l'année suivante) toujours avec Yomi Peretz. En novembre 2024, Arnaud Mattern remporte la finale du championnat de France face au joueur Erwan Bloyet et reçoit pour la seconde fois le titre de Champion de France.

## Poker en ligne
En 2004, Arnaud commence à jouer au poker en ligne, et multi-table en sit-and-go d'abord, puis en Cash game. Il remporte le tout premier tournoi de poker live auquel il participe à Jesolo (Italie) en avril 2005, et ce dans un field de 121 joueurs (après avoir remporté le tournoi de Backgammon en double à Jesolo la semaine précédente[réf. nécessaire]). Il sympathise avec Nicolas Levy, un ami joueur avec qui il partage son expérience de jeu, et aussi ses gains en tournoi. 
En octobre 2006, Arnaud remporte son premier titre d'envergure en remportant du Main Event des Gutshot Masters à Londres, pour une somme de 51 000 $. A cette époque, grâce au poker en ligne, il déclare obtenir un revenu mensuel de 100 000 euros.

## Poker live
Vers fin 2006, il se lance sur le circuit des grands tournois internationaux, et fait des tournois à Las Vegas, Saint-Kitts, Saint-Martin, Goa, Monte-Carlo. En septembre 2007, Arnaud et Nicolas rejoignent ensemble l’équipe de jeunes professionnels du team Winamax.
Deux mois plus tard, Arnaud Mattern remporte à Prague une étape majeure du circuit EPT ainsi que 550 000 € (après un deal en table finale). Il s'installe alors à Londres.
En 2008, il termine 23e aux WSOP Europe à Londres, puis 5e de l'EPT de Varsovie, frôlant le doublé historique en EPT, mais empochant tout de même 72 724 €.
En septembre 2009, Arnaud quitte Winamax et rejoint la Team PokerStars Pro. 
En mai 2010, Arnaud finit à la 7e place du World Poker Tour de Paris et gagne 82 175 €.
En août 2010, il termine 3e de l'EPT de Tallinn et remporte 160 000 €.
En 2011, il termine 10e des World Series of Poker Europe à Cannes, et 90 000 €.
En septembre 2012, il n'est plus sponsorisé par pokerstars, mais joue encore occasionnellement pour le plaisir quelques tournois live par an, notamment à Las Vegas régulièrement, pour participer aux tournois massifs (avec beaucoup de joueurs) où il peut avoir un edge. En 2014, il finit 165e sur 6683 participants du Main Event des WSOP.
En 2018, Arnaud Mattern a remporté plus de 2 230 000 $ en tournois live, cette somme ne prend en compte ces gains en ligne.